# Stazione di Roma Ostiense
La stazione di Roma Ostiense è una stazione ferroviaria di Roma gestita da Rete Ferroviaria Italiana. Terzo scalo della capitale per numero di passeggeri dopo Termini e Tiburtina, prende il nome dal quartiere in cui sorge e fu inaugurata nel 1940 su progetto dell'architetto Roberto Narducci.
Stazione passante di superficie, con 15 binari e 7 banchine, rappresenta un rilevante snodo di scambio cittadino in quanto fermata di numerose linee regionali (ad esempio con destinazione Orte verso nord-est, Viterbo e Civitavecchia verso nord-ovest e l'aeroporto di Fiumicino verso ovest), nonché un importante punto di passaggio della linea tirrenica sulla quale transitano i treni in provenienza da Piemonte e Liguria passanti per Pisa, sia diretti a Roma sia in prosecuzione verso altre destinazioni del Mezzogiorno d'Italia.
È connessa al sistema urbano di trasporti tramite le fermate di linee automobilistiche (sia di passaggio sia capilinea) dell'ATAC attestate su piazzale dei Partigiani, ove si trova il fronte dell'edificio passeggeri; inoltre un passaggio pedonale sotterraneo conduce alla fermata Piramide della linea B della metropolitana nonché alla stazione di Porta San Paolo della ferrovia Roma-Lido, entrambe site in piazzale Ostiense, anch'esso sede di fermate automobilistiche e della linea tranviaria 3, sempre dell'ATAC.

## Storia

### Prima stazione
La stazione attuale sostituisce la precedente fermata, attivata il 1º maggio 1911 insieme al nuovo tratto di linea tra Roma Tuscolana e Magliana. Tale impianto era posto alla progressiva chilometrica 7+353,40 da Roma Termini, disponeva di un modesto fabbricato viaggiatori e di segnalamento di protezione, consistente in dischi di 1ª categoria e avviso. Il 21 ottobre 1922 venne elevato a stazione con un piazzale composto dei due binari di corsa della linea (lunghi 830 m), 5 binari per ricevimento treni e deposito carri (il più corto dei quali era lungo 395 m), 4 per il carico diretto (capacità 140 carri), due aste di manovra (una lato Termini e una lato Trastevere), un piano caricatore di larghezza di 10 m e di lunghezza accosto per i carri di 40 m e infine due stadere a ponte a rotaia continua della portata di 40 t ciascuna.
In più vennero attivate due cabine con due apparati centrali idrodinamici da 25 leve ciascuno, rispettivamente alle chilometriche 6+679 (A) e 7+555 (B) per il comando centralizzato di deviatoi e dei nuovi segnali semaforici di avviso, protezione (a candeliere) e partenza nonché di alcuni dischetti bassi per il comando delle manovre. Inoltre la stazione venne abilitata al traffico merci a piccola e grande velocità.

### Ricostruzione
In occasione della visita di Adolf Hitler a Roma, il 6 maggio 1938, fu creata una "stazione monumentale" per poter accogliere "romanamente" il dittatore tedesco. La stazione era realizzata in tubi Innocenti ricoperti di pannelli di legno e stucco a simulare il travertino, le finestrature erano invece ricoperte di vetro opaco. Fu realizzata in soli 45 giorni di lavoro. Questa visita è ricordata nel film Una giornata particolare, di Ettore Scola, che usa anche dei cinegiornali d'epoca che mostrano l'incontro tra Hitler, Vittorio Emanuele III e Benito Mussolini.
Il viale che congiungeva la stazione con Porta San Paolo e il piazzale antistante la stazione furono per l'occasione chiamati via A. Hitler e piazzale A. Hitler. Dopo la guerra hanno preso il nome di viale delle Cave Ardeatine e Piazzale dei Partigiani.

## Struttura e impianti

### Architettura

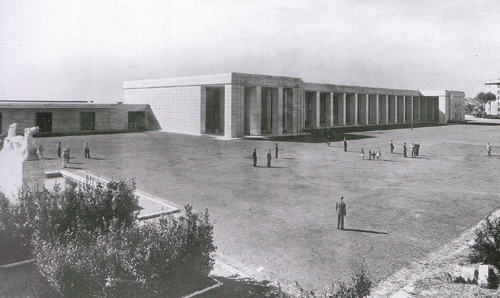
La stazione poco dopo la sua costruzione nel 1940

La stazione provvisoria progettata dell'ing. arch. Roberto Narducci e creata in occasione della visita del Cancelliere del Reich – costituita quasi per intero da un impalcato portante rivestito con pannelli riproducenti le fattezze del marmo –, dati i consensi ricevuti dal regime e dallo stesso Hitler, fu sostituita dall'edificio attuale – dalle fattezze quasi identiche –, per opera dello stesso progettista, in vista dell'Esposizione Universale del 1942 (che per via della guerra non fu realizzata) e fu inaugurata il 28 ottobre del 1940.
La facciata è interamente rivestita di travertino, e si apre con un porticato a pilastri. A destra un bassorilievo di Francesco Nagni rappresentante Bellerofonte e Pegaso (1940) e a sinistra una fontana (1957) con cavalli marini.
Sul pavimento sono presenti mosaici con tessere bianche e nere che raffigurano vari temi legati alla storia di Roma: da Enea che lascia Cartagine alla basilica di San Pietro in Vaticano. I mosaici sono stati realizzati su progetto di Giulio Rosso e Maria Immacolata Zaffuto.
Il piazzale esterno della stazione nel dopoguerra è stato intitolato ai partigiani (prende infatti il nome di piazzale dei Partigiani), attualmente è adibito a capolinea degli autobus e a parcheggio. Prima del 1990 però il piazzale era abbellito con dei giardini curati e con una imponente fontana circolare a zampillo costruita negli anni 50 sempre su progetto dell'ing. arch. Roberto Narducci, la fontana è stata eliminata in occasione dei lavori di ammodernamento per i Mondiali di calcio Italia 1990, e mai più ripristinata nonostante il piazzale facesse parte di un ambizioso progetto di riqualificazione comunale denominato "Cento Piazze". La fontana appare nel finale del film di Carlo Verdone Un sacco bello.

### Air Terminal
Alla parte opposta rispetto ai binari c'è il fabbricato, progetto di Julio Lafuente e Giulio Sanrocchi, inaugurato per i Mondiali di calcio Italia 1990 che doveva servire da Terminal aeroportuale per l'aeroporto di Fiumicino, all'interno del quale sono state collocate diverse attività commerciali. Tuttavia, vista la posizione che aveva il terminal, distante da via Ostiense, da via Cristoforo Colombo e dall'aeroporto di Fiumicino (27 km), la frequentazione è sempre stata abbastanza scarsa, il che ha comportato nel giro di poco tempo la chiusura dei vari negozi e il definitivo abbandono della struttura (che era collegata alla stazione Ostiense da 4 rampe di scale mobili e 2 di tapis roulant).
Il Terminal non è stato più utilizzato ed è caduto nel degrado diventando una specie di dormitorio per i senza tetto.
Il 15 giugno 2009, Rete Ferroviaria Italiana (al quel tempo la proprietaria dell'immobile) vende l'Air Terminal alla società Geal s.r.l. (che già aveva in gestione l'immobile) che ha intenzione di realizzarvi un centro commerciale (sul modello del forum di Roma Termini) dopo aver effettuato gli opportuni interventi di manutenzione straordinaria. L'importo versato per l'acquisto dell'Air Terminal Ostiense è stato pari a 10 820 000 euro.
Il 17 novembre 2010 Nuovo Trasporto Viaggiatori ha deciso di utilizzare l'Air Terminal di Roma Ostiense come hub dei propri servizi per poi spostarsi successivamente a Roma Termini. La scelta è stata motivata sia dall'intenzione di servire la zona sud della città sia per evitare la congestione del nodo di Termini. La società Geal s.r.l. ha quindi provveduto a iniziare i lavori per la completa ristrutturazione e ampliamento dei locali del Terminal: la superficie dell'edificio aumenterà a 14 000 m² e si svilupperà su quattro livelli. Inoltre, il 21 giugno 2012 è stato inaugurato Eataly. Verranno abbattute mura che saranno sostituite con delle vetrate e verranno fatti due nuovi parcheggi uno sotterraneo e un altro in superficie.

### Piazzale binari
Il piazzale si compone di 15 binari: i primi quattro sono usati per i servizi della direttrice Roma-Pisa, i binari 1 e 4 (con marciapiede) sono dedicati al servizio viaggiatori mentre i binari 2 e 3 (senza marciapiede e di corretto tracciato) sono dedicati ai treni in transito; i binari successivi vengono utilizzate dalle Ferrovie regionali 1 e 3. Il binario 15 (verso l'Air Terminal) era invece dedicato ai treni della NTV.

## Movimento
Il servizio passeggeri è svolto da Trenitalia (controllata del gruppo Ferrovie dello Stato Italiane) per conto della Regione Lazio.
Trenitalia effettua treni di tipo Regionale e Intercity.
Il numero giornaliero delle corse gestite da Trenitalia si aggira su 390. Le principali destinazioni sono Fiumicino Aeroporto, Poggio Mirteto, Fara Sabina, Cesano, Bracciano, Viterbo Porta Fiorentina, Civitavecchia, Grosseto e Pisa Centrale.
Il traffico passeggeri annuale medio si attesta a circa 5 800 000 unità.

## Servizi
La stazione offre i seguenti servizi:
- Biglietteria a sportello
- Biglietteria automatica
- Sala d'attesa
- Servizi igienici
- Posto di Polizia ferroviaria
- Bar
- Ristorante

## Interscambi
- Stazione taxi
- Fermata autobus
- Stazione ferroviaria (Roma Porta San Paolo, ferrovia Roma-Lido)
- Fermata metropolitana (Piramide, linea B)